# Simfonia nr. 4 (Beethoven)

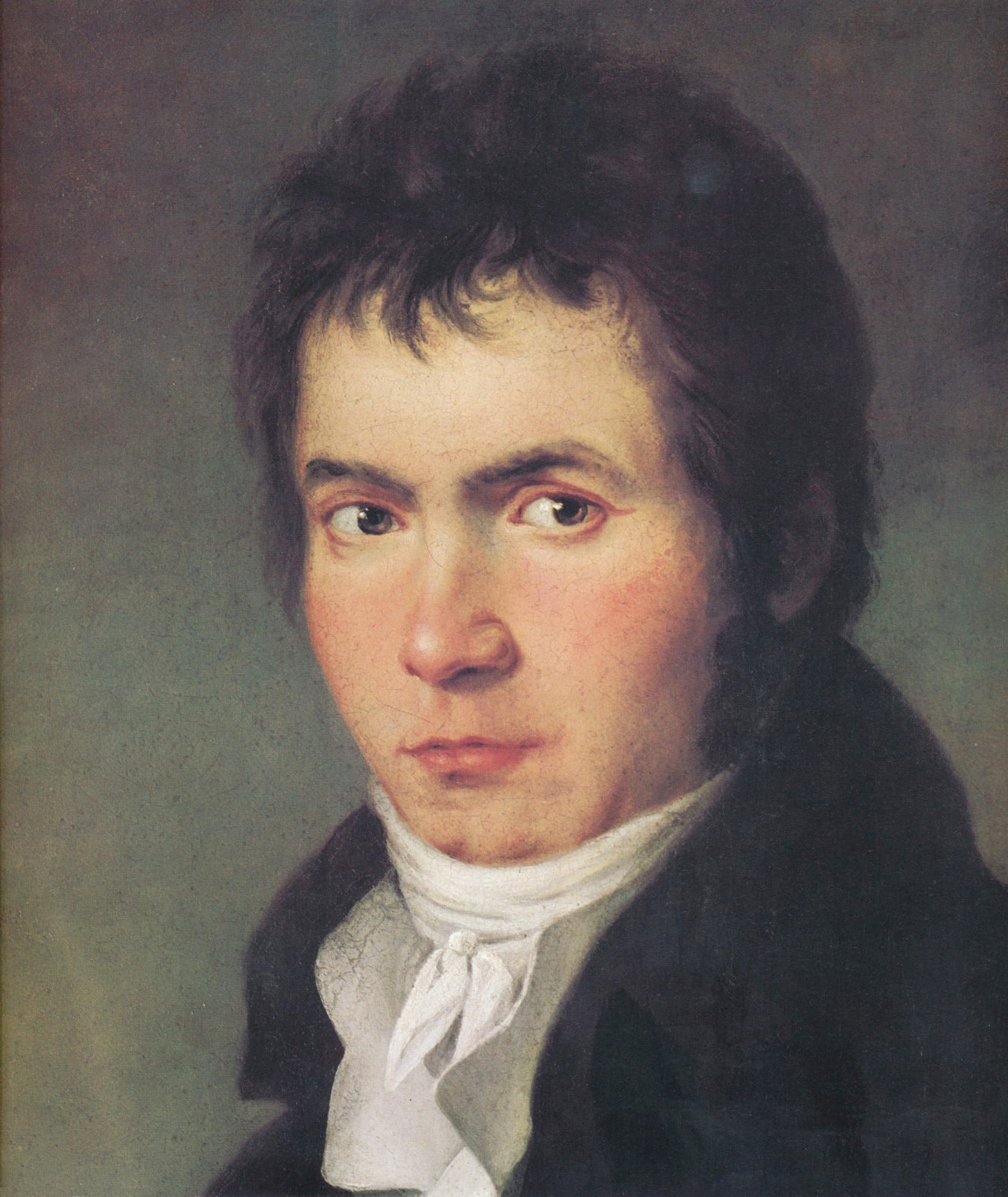
Ludwig van Beethoven înainte trei ani înainte de inceput cu scriere Simfoniei a IVa

Simfonia a IV-a în Si bemol major, opus 60 este o simfonie a compozitorului german Ludwig van Beethoven, scrisă în vara anului 1806. Premiera simfoniei a avut loc în martie 1807 într-un concert privat la reședința prințului Joseph Franz von Lobkowitz⁠(en)[traduceți].

## Structură
Simfonia este structurată în patru părți:
1. Adagio-Allegro vivace 2/2
2. Adagio 3/4 în E bemol major
3. Allegro vivace 3/4
4. Allegro ma non troppo 2/4
O interpretare tipică durează aproximativ 32 de minute.

## Instrumente
Simfonia este orchestrată pentru flauturi, 2 oboaie, 2 clarinete în Si bemol, 2 basuri, 2 corni francezi în Si bemol și Mi bemol, 2 trompete în Si bemol și Mi bemol, timpane și instrumente cu coarde.